# きみのせかいに恋はない
『きみのせかいに恋はない』（きみのせかいにこいはない）は、伊咲ウタによる漫画。
『ハツキス』（講談社）で、2020年8月から2021年1月まで連載された。全6話。同年3月に単行本が発売された。
主人公がさまざまな性的指向の人たちと出会い、自己受容と他者受容に至る物語を描いている。
アメリカ図書館協会(ALA)の2024年版「ALAレインボー・ブックリスト」のティーン読者向けトップ10に選出されるなど、海外での評価が高い。

## あらすじ
主人公の花井チカはいつも友人たちと違うと感じていた。高校に入ると、友人たちは恋愛に夢中になり、チカも恋人を作ろうとするが、違和感を覚える。恋愛をできない自分は何者だろうと自問していた。
だがその後、上京して大学に入学したチカは、ありのままの自分を受け入れてくれる人々と出会い、自分自身をよりよく理解できるようになる。

## 海外での出版と反応
2023年1月、講談社のアメリカ子会社、Kodansha USAから "Is Love the Answer?" と改題され英語版が発売された。
Anime News NetworkのRebecca Silvermanは、多様性の受容と個人の成長を重点的に描いているが、ストーリーが結論に至っていないと評した。
アメリカ図書館協会が発行する『ブックリスト』誌のコラムニストは、情報性と感情性のバランスが取れた内容で、「柔らかく感情を呼び起こすような」絵柄であると評した上で「自己受容と他者受容について前向きに考えさせる、価値ある作品」とした。
独Splash ComicsのChristel Schejaは、作品を高く評し、特に無性愛を描く手法を「心に響く」と讃えた
ヤングアダルト図書館サービス協会によって、2024年版「ティーンズ向け優秀グラフィックノベル（物語性のある画像作品）」の推薦リストに入った。また同年のアメリカ図書館協会の「ALAレインボー・ブックリスト」のティーン読者向けトップ10に選出された。

## 書誌情報
- 伊咲ウタ『きみのせかいに恋はない』講談社〈Kissコミックス〉、全1巻
  1. 2021年3月10日発売（2021年3月1日初版発行)

## 訳注
1. ↑  訳者はドイツ語を解さないため、英語版Wikipediaに書かれたものを和訳した
2. ↑  Graphic Novel には漫画以外の幅広い作品が含まれるためこのような表記とした